# Podzimní bod

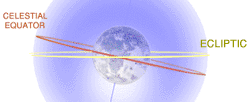
Nebeský rovník je vůči rovině ekliptiky skloněný asi o 23.5°

Podzimní bod je jedním ze dvou průsečíků ekliptiky se světovým rovníkem. Slunce se v podzimním bodě nachází v okamžiku podzimní rovnodennosti. Podzimní bod se nachází severně od hvězdy Spika v souhvězdí Panny.
Protějškem je jarní bod.